# 새론중학교
새론중학교(새론中學校)는 대한민국 대구광역시 동구 신서동에 있는 공립 중학교이다.

## 학교 연혁
- 2014년 11월 20일 : 새론중학교 설립 인가
- 2016년 3월 1일 : 초대 손태복 교장 취임
- 2016년 3월 2일 : 제1회 입학식(10학급 264명)
- 2018년 3월 1일 : 통일교육 연구시범학교 운영(2년)
- 2019년 2월 1일 : 제1회 졸업식(274명)
- 2021년 3월 1일 : 제3대 배한천 교장 취임
- 2022년 2월 7일 : 제4회 졸업식(260명)
- 2022년 3월 2일 : 제7회 입학(10학급 272명)

## 참고 자료
- 새론중학교 - 한국교육학술정보원 학교알리미